# Lorraine (Nowy Jork)
Lorraine – miasto w Stanach Zjednoczonych, w stanie Nowy Jork, w hrabstwie Jefferson.